# أوستين كامبل
أوستين كامبل (بالإنجليزية: Austen Campbell)‏ (5 مايو 1901 في المملكة المتحدة - 8 سبتمبر 1981) هو لاعب كرة قدم بريطاني في مركز الدفاع. شارك مع منتخب إنجلترا لكرة القدم. أما مع النوادي، فقد لعب مع بلاكبيرن روفرز وهدرسفيلد تاون.

## وصلات خارجية
- أوستين كامبل على موقع ناشيونال فوتبول تيمز (الإنجليزية)